# Stoły (Dolina Kościeliska)
Stoły – nieduży masyw górski w Tatrach Zachodnich, położony nad Doliną Kościeliską, do której obrywa się stromymi skałami (m.in. Kazalnica i Sowa).

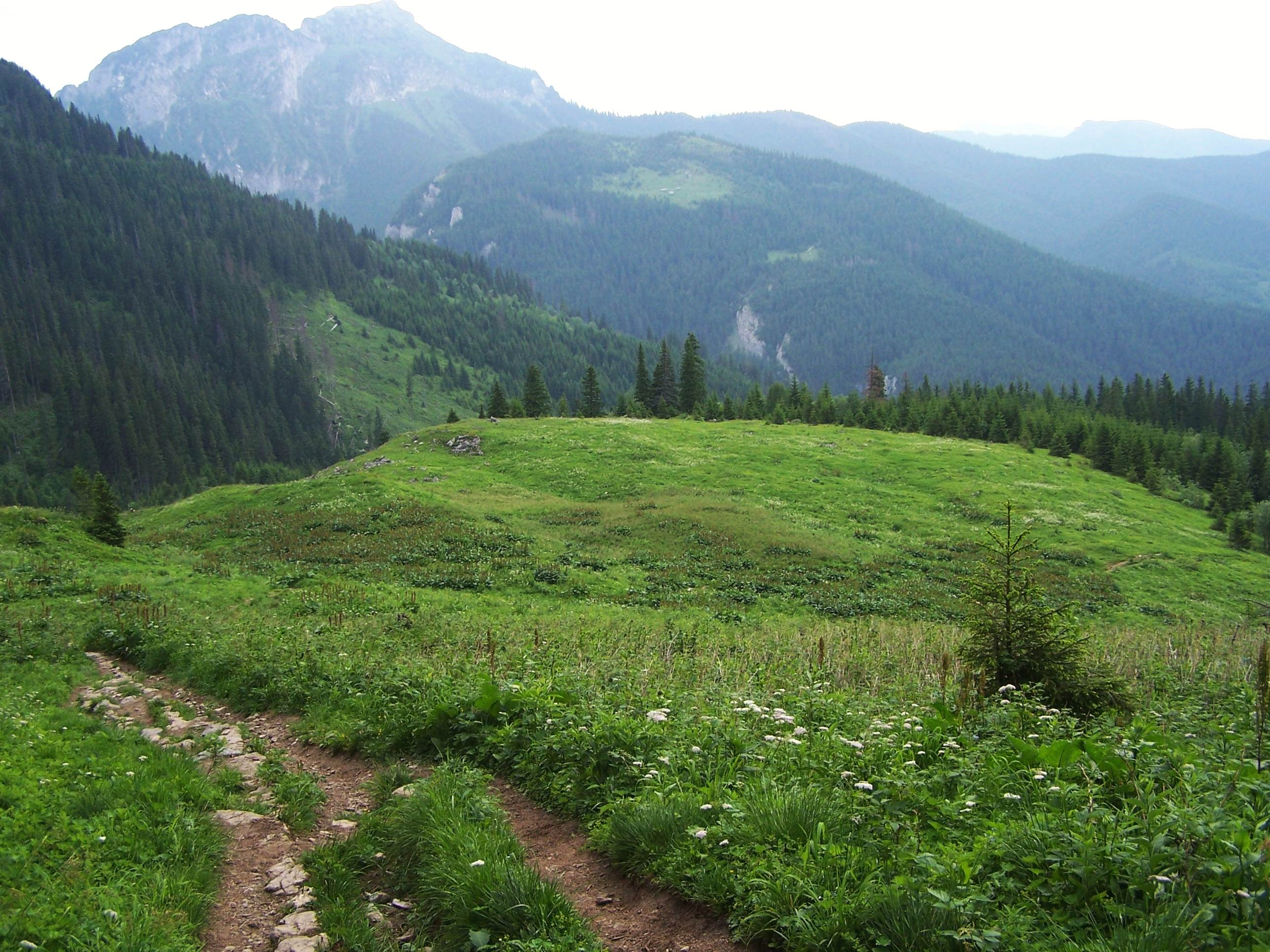
Stoły widziane z polany Upłaz. Nad nimi Kominiarski Wierch

Od południowej strony zbocza Stołów opadają do żlebu Żeleźniak i Niżniej Polany Pisanej, ku północy do Zastolańskiego Żlebu. Wierzchołek Stołów nosi nazwę Suchego Wierchu (1428 m), w Wielkiej encyklopedii tatrzańskiej zaś nazwany został Maturową Czubą. Nazwa pochodzi od dawnych kopalni rud żelaza, tzw. sztolni znajdujących się w zboczach Stołów. W sztolniach południowo-wschodnich zboczy wydobywano bardzo dobrą rudę żelaza – hematyt, zawierający od 40 do 70% czystego żelaza. Masyw zbudowany jest z wapieni triasowych. Jest nieudostępniony turystycznie. Od masywu Kominiarskiego Wierchu oddziela go Przełęcz ku Stawku.
Na Stołach znajduje się Polana na Stołach z szałasami (czasami również określana nazwą Stoły). Wchodziła w skład dawnej Hali Stoły. Ciekawe widoki na Giewont, Czerwone Wierchy, Hruby Regiel. W Stołach znajduje się też wiele jaskiń, m.in. Jaskinia Zawaliskowa w Stołach i Wielka Szczelina.
Na Polanę na Stołach prowadzi szlak turystyczny. Wejście na niego znajduje się tuż obok Pośredniej Kościeliskiej Bramy (Bramy Kraszewskiego), naprzeciwko Lodowego Źródła. Po drodze przechodzi on przez niewielką polanę Niżnie Stoły. Jest to pierwszy znakowany szlak turystyczny w Tatrach Zachodnich, wyznaczony jeszcze w 1892 r. przez Mieczysława Karłowicza.
Z rzadkich roślin występują storzan bezlistny i potrostek alpejski – gatunki w Polsce występujące tylko w Tatrach i to na nielicznych stanowiskach, a także bardzo rzadki w Polsce starzec pomarańczowy.

## Szlaki turystyczne
– niebieski szlak turystyczny z Doliny Kościeliskiej. Odległość 2 km, różnica wzniesień 460 m. Czas przejścia: 1:10 h, ↓ 55 min.